# Ascololepidopterigidae
Ascololepidopterigidae (лат.) — ископаемое семейство чешуекрылых. Известно 3 рода и 3 вида. Обнаружены среди отпечатков и окаменелостей юрского периода Китая (Daohugou, Внутренняя Монголия) с келловейского яруса средней юры до оксфордского яруса верхней юры, возраст которых определяется с 166,1 до 157,3 млн лет до н. э.

## Описание
Мелкие чешуекрылые, длина 4—8 мм. Антенны нитевидные, около половины длины передних крыльев. Метатибии лишены медиальных шпор, максимум с одной парой коротких вершинных шпор. Обе пары крыльев гомоневральные. В переднем крыле число жилок следующее: Sc-1/2, R 1-2, Rs-4, M-4, CuA-2, CuP-1, A-3, а ветвление жилок Rs1+2 и Rs3+4 происходит почти на одном уровне друг с другом. Присутствуют поперечные хвостики m-cua и cua-cup. Яйцеклад с передними апофизами.

## Этимология
Название семейства происходит от типового рода Ascololepidopterix. Родовое название происходит от сочетания четырёх составляющих частей: греческого a-, означающего «не» или «без»; и scolos, означающего «шпора», «шип» или «что-либо заостренное», что указывает на отсутствие или уменьшение метатибиальных шпор у этой среднеюрской окаменелости; и lepidos, означающего «чешуя» или «чешуйка» (от латинского названия отряда Lepidoptera, к которому принадлежит окаменелость); и pteron, означающего «крыло» или «плавник».

## Классификация
Включает 3 монотипических ископаемых рода. В 2022 году при анализе ранней эволюции крыловых чешуек исследователи пришли к выводу, что семейство Ascololepidopterigidae, по-видимому, размещаются в подотряде Glossata и тесно связаны с семейством Neopseustidae из инфраотряда	Neopseustina.
- †Ascololepidopterix Zhang et al., 2013
  - †Ascololepidopterix multinerve Zhang et al., 2013
- †Pegolepidopteron Zhang et al., 2013
  - †Pegolepidopteron latiala Zhang et al., 2013
- †Trionolepidopteron Zhang et al., 2013
  - †Trionolepidopteron admarginis Zhang et al., 2013